# 顧其國
顾其国（1585年—？），字在一，號尊生，南直隶苏州府吴县民籍。明朝政治人物。

## 生平
萬曆四十三年（1615年）乙卯科应天府鄉試舉人，天啓二年（1622年）壬戌科進士。刑部观政，四月授永丰知县。四年移剧吉水，本省同考，除盗贼，蠲羡耗，值岁灾，曲措粮赋，而民不知累。秩满，崇祯元年考选，擢广东道御史，三年管太仓，巡视陕西茶马，解京马匹独逾故额，以不附权党，崇祯六年降调，左迁行人司右司副，七年晋司正，十四年升兵科左给事中，卒。其国赋性清贞，关陕地寒，例用貂帐，其国惊而撤去，终任不携一羢，归囊空若洗。官居台宪，貌类书生，自视欿然，人称笃行君子。

## 家族
曾祖顾鹏，耆儒乡宾；祖父顾敏；父顾问；前母陈氏，母姚氏。永感下，兄光祖、光禄；弟士璋。娶沈氏，继娶程氏。子顾彦（庠生）、顾端；顾鈜。